# Batalla del Boyne
La batalla del Boyne va tenir lloc l'1 de juliol de 1690, entre les forces de Guillem III i l'exèrcit de Jaume II d'Anglaterra i VII d'Escòcia. Tot i que la guerra va continuar fins el tractat de Limerick de l'octubre de 1691, després d'aquesta derrota Jaume fa fugir a França i no va tornar mai. La importància simbòlica d'aquesta batalla l'ha convertit en una de les més ben conegudes en la història de les Illes Britàniques i una part clau del folklore de l'Orde d'Orange.

## Rerefons
La batalla fou l'encontre culminant en una guerra que tenia per objectiu restablir Jaume II d'Anglaterra en el tron d'Anglaterra i Escòcia, en mans de Guillem III i la seva esposa Maria II.
L'any anterior, Guillem havia posat el Duc de Schomberg al càrrec de la campanya irlandesa. El Duc era un soldat professional que ja havia acompanyat el rei durant la Revolució Gloriosa, però tenia ja 75 anys. Sota les seves ordres, la situació havia quedat estàtica i les tropes angleses van enmalaltir amb fortes febres. Guillem, descontent, va decidir fer-se càrrec en persona.

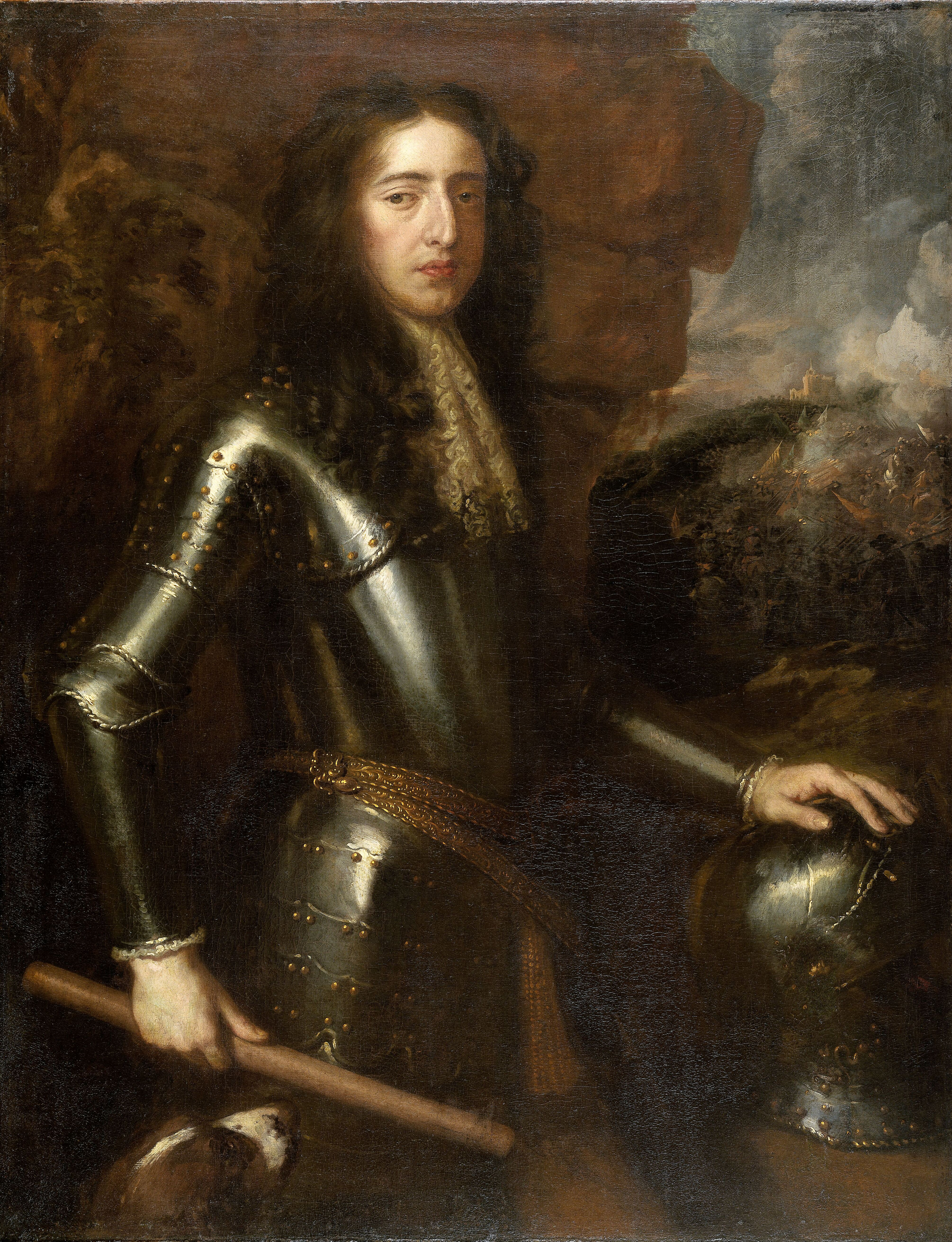
Guillem III ("William d'Orange"), Rei d'Anglaterra, Escòcia i Irlanda,

En el context irlandès, la guerra tenia un caràcer sectari i ètnic, i en molts sentits era una continuació de les Guerres Confederades ocorregudes 50 anys abans. Pels jacobites, es lluitava per la sobirania irlandesa, tolerància religiosa i propietat de la terra. Les classes altes catòliques havien perdut gairebé totes les seves terres després de la conquesta de Cromwell, així com el dret de practicar el Catolicisme i formar part del Parlament irlandès. Sota el lideratge de Richard Talbot, 1r Earl de Tyrconnel, havien aixecat un exèrcit per restaurar el rei Jaume després de la Revolució Gloriosa. El 1690 controlaven tota Irlanda, excepte l'Ulster. Per això, la majoria de les tropes de Jaume II al Boyne eren catòlics irlandesos.
Jaume II havia guanyat el suport de la majoria de la població irlandesa era gràcies a la seva Declaració d'Indulgència de 1687, també coneguda com a Declaració per la Llibertat de Consciència, que concedia llibertat religiosa a totes les terres d'Anglaterra i Escòcia. També havia promés al Parlament irlandès un eventual dret d'autodeterminació.
Per contra, els Guillemites lluitaven per reafirmar el poder protestant i anglès a Irlanda. Temien per les seves vides i les seves propietats si Jaume II i els seus seguidors catòlics arribaven a governar Irlanda, i no confiaven en la promesa de tolerància, entenent la Declaració d'Indulgència com un parany per re-establir el Catolicisme com la única religió estatal. En particular, tenien por a que es repetissin els fets de la Rebel·lió irlandesa de 1641, marcada per múltiples massacres. Per aquestes raons, els protestants van lluitar en massa per Guillem i molts dels seus soldats eren protestants de l'Ulster, incloent la seva eficaç cavalleria irregular. El seu sobrenom era "Enniskilliners" o Escocesos de l'Ulster, majoritàriament descendents dels lladres de bestiar que actuaven en la frontera anglo-escocesa i que s'havien traslladat com colons a Irlanda al voltant de Enniskillen, en el Comtat de Fermanagh.

### Comandants
Els exèrcits estaven dirigits pel rei catòlic Jaume II d'Anglaterra (VII d'Escòcia) i Irlanda i, oposant-se-li, el seu nebot i gendre, el rei Guillem III ("Guillem d'Orange") qui havia deposat Jaume l'any anterior. Els seguidors de Jaume controlaven gran part d'Irlanda i el seu parlament. Jaume també gaudia del suport del seu cosí, Lluís XIV de França, qui no volia un monarca hostil en el tron d'Anglaterra. Lluís va enviar 6,000 tropes franceses a Irlanda per donar suport als jacobites. Guillem era ja Stadtholder dels Països Baixos i va llevar tropes holandeses i aliades d'Europa, així com d'Anglaterra i Escòcia.
Jaume ja havia provat la seva valentia lluitant a Europa, principalment a la batalla de les Dunes (1658). Tanmateix, els historiadors recents han suggerit que era propens al pànic sota pressió i prenia decisions precipitades, potser a causa de la pobra salut associada amb la línia Stuart.
Guillem, tot i que també era un comandant experimentat, encara no havia guanyat cap batalla important. L'èxit de Guillem contra els francesos havia estat principalment en el terreny de maniobres tàctiques i diplomàcia més que en força. La seva diplomàcia havia reunit la Lliga d'Augsburg, una multi-coalició internacional formada per aturar l'agressió francesa a Europa. Per Guillem, assolir el poder d'Anglaterra i les campanyes a Irlanda foren només un altre front en la guerra contra França en general, i Lluís XIV en particular.
Els comandants de Jaume II eren Richard Talbot, el seu principal aliat a Irlanda; i el general francès Lauzun. El comandant de Guillem era el Duc de Schomberg, nascut a Heidelberg, Alemanya. Schomberg havia lluitat a uns quants països diferents i havia estat Mariscal de França, però, sent un Hugonot, va ser obligat a deixar França el 1685 seguint l'Edicte de Fontainebleau.

### Exèrcits
L'exèrcit Guillemita al Boyne era aproximadament de 36,000 homes, amb tropes de molts països. Al voltant de 20,000 havien estat a Irlanda des de 1689 sota les ordres de Schomberg. Guillem va desembarcar a Carrickfergus el 14 de juny i d'allà va assolir Belfast per trobar Schomberg a l'estuari del Laggan. Loughbrickland fou el punt de trobada de les divisions del seu exèrcit, on ell hi va arribar amb 16,000 homes el juny de 1690. Mentre, Jaume havia retrocedit fins a una posició més favorable direcció Ardee.
El 30 de juny, Guillem havia assolit un turó sobre la vall del Boyne, que separava els comtats de Louth i Meath. La bandera de Jaume s'aixecava a Donore, en el costat oposat. Francesos i irlandeses portaven una marca blanca com a compliment a la casa Borbó. Les tropes de Guillem estaven generalment més ben entrenades i equipades. La millor infanteria Guillemita era de Dinamarca (7000) i d'Holanda (6000), soldats professionals equipats amb el tardà mosquet flintlock. La infanteria danesa estava a les ordres del general Ernst von Tettau. Hi havia també un gran contingent francès d'hugonots. Guillem no tenia una gran opinió de les seves tropes angleses i escoceses, a excepció dels irregulars de l'Ulster, doncs les considerava políticament poc fiables, ja que Jaume havia estat el seu monarca legítim fins a un any abans. A més, els seus anglesos i escocesos havien estat reclutats recentment i hi havien vist poca acció.
Els jacobites eren 23,500. Jaume tenia diversos regiments de tropes franceses, però la majoria de la seva força eren catòlics irlandesos i escocesos. La cavalleria jacobita irlandesa, majoritàriament nobles, van provar ser determinants durant el curs de la batalla. Tanmateix, la infanteria irlandesa, predominantment camperols que havien estat reclutats per la força, no eren soldats entrenats, estaven mal equipats i només una minoria estava armada amb mosquets. De fet, alguns d'ells duien armes de granja. Aquells que tenien armes de foc, estaven equipats amb l'obsolet mosquet de pany de metxa.

## Batalla
El dia abans de la batalla, Guillem va ser ferit en l'espatlla per l'artilleria jacobita mentre estudiava els punts pels que les seves tropes travessarien el Boyne.

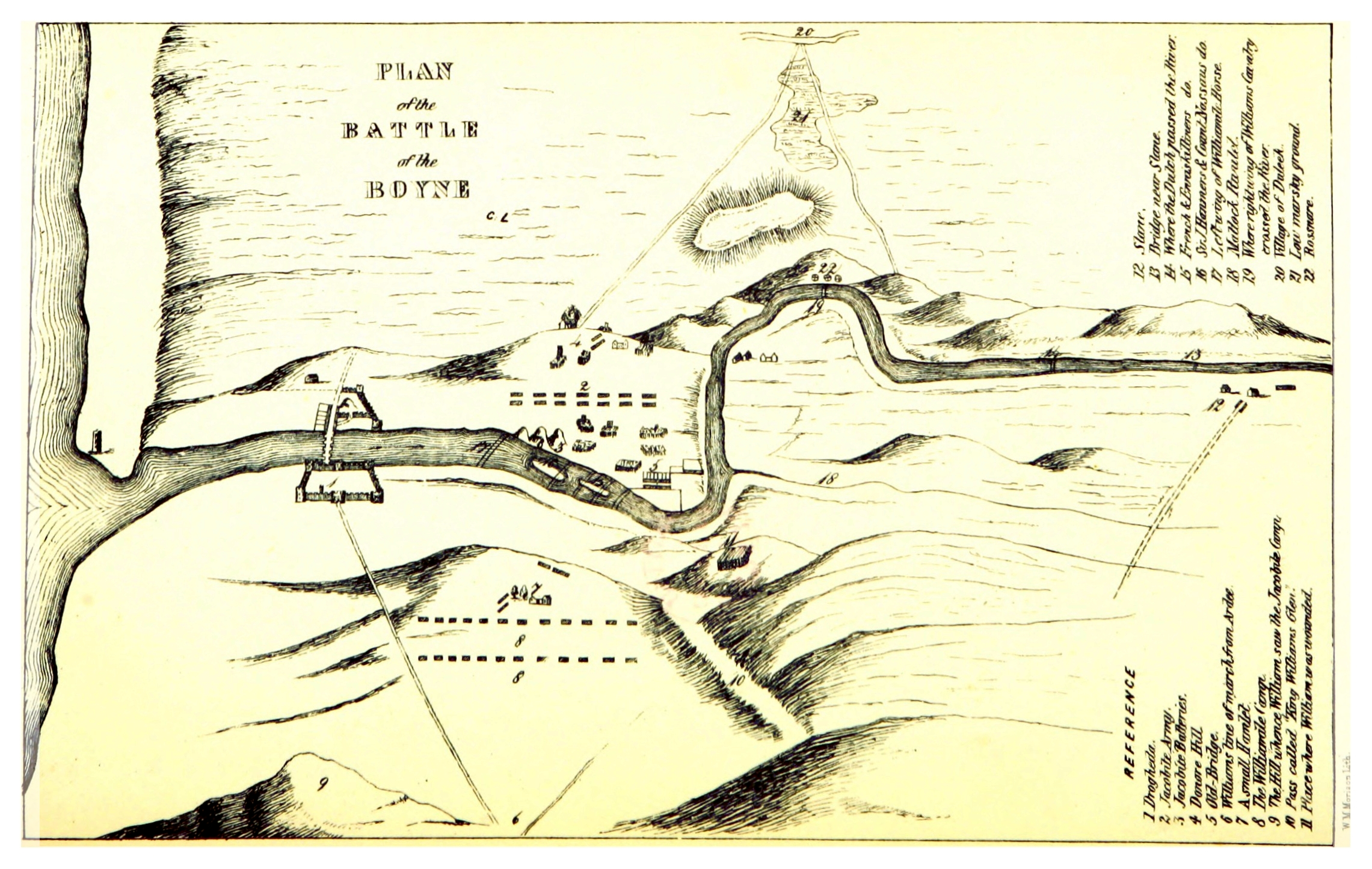
Mapa de la Batalla del Boyne. (Sud amunt i l'oest a la dreta.)1. Drogheda 2. Exèrcit jacobita 3. Canons jacobites 4. Donore 5. Oldbridge 6. La línia de marxa de Guillem des d'Ardee 7. Un llogarret petit 8. Campament Guillemita 9. El turó d'on William va veure el campament jacobita 10. El pas anomenat King William's Glen 11. Lloc on William fou ferit 12. Slane 13. Pont prop de Slane 14. On els holandesos creuaren el riu 15. On creuaren francesos i Enniskillingers 16. On creuà Sir J. Hansner& Compte de Nassau 17. Ala esquerra de la cavalleria de Guillem 18. Mattlock rivulet 19. On l'ala dreta de l'exèrcit de Guillem va travessar el riu 20. Poble de Duleek 21. Terra pantanosa 22. Rosnaree.

La batalla es va lluitar l'1 de juliol, pel control d'un gual prop de Drogheda, aproximadament 2.5 quilòmetres nord-oest del vilatge d'Oldbridge i aproximadament 1.5 quilòmetres a l'oest-nord-oest del modern pont sobre el Boyne. Com a distracció, coberts per la boirina del matí, Guillem va enviar un quart dels seus homes a travessar el riu a Roughgrange, aproximadament 4 quilòmetres a l'oest de Donore i 9.7km al sud-oest d'Oldbridge. El fill del Duc de Schomberg, Meinhardt, va dirigir aquest encreuament, que una petita força de dragons irlandesos va intentar impedir sense èxit. Jaume va creure que perdria el flanc i va enviar gran part del seu exèrcit, incloent les seves millors tropes franceses i la majoria de la seva artilleria, per contraatacar aquest moviment. Cap dels dos reis s'havia adonat que a Roughgrange hi havia un profund barranc que impedia l'enfrontament dels soldats, qui literalment van seure a terra mentre l'artilleria començava a disparar.
Al gual principal prop d'Oldbridge, la infanteria de Guillem dirigida pel cos d'elit de les Guàrdies Blaves holandeses, va forçar camí a través del riu. Utilitzant la seva superior força de foc van fer recular la infanteria enemiga i només van ser aturats per la cavalleria jacobita liderada pel fill de Jaume II, el Duc de Berwick. Assentats a Oldbridge, la infanteria Guillemita intentava aguantar les successives càrregues de la cavalleria jacobita irlandesa amb foc continu i disciplinat, però finalment foren rebutjats i recularen fins al riu, a excepció de les Guàrdies Blaves. El Duc de Schomberg va morir en aquesta fase de la batalla. Els Guillemites no foren capaços de reprendre el seu avenç fins que la pròpia cavalleria va poder travessar el riu i, després de patir fortes baixes, particularment entre els Hugonots, van fer recular la cavalleria jacobita fins a Donore.
Els jacobites van rebre ordres de retirar-se ordenadament. Guillem va tenir la possibilitat d'atrapar-los mentre retrocedien a través del riu Nanny, a Duleek, però les seves tropes van ser rebutjades per la rereguarda enemiga.

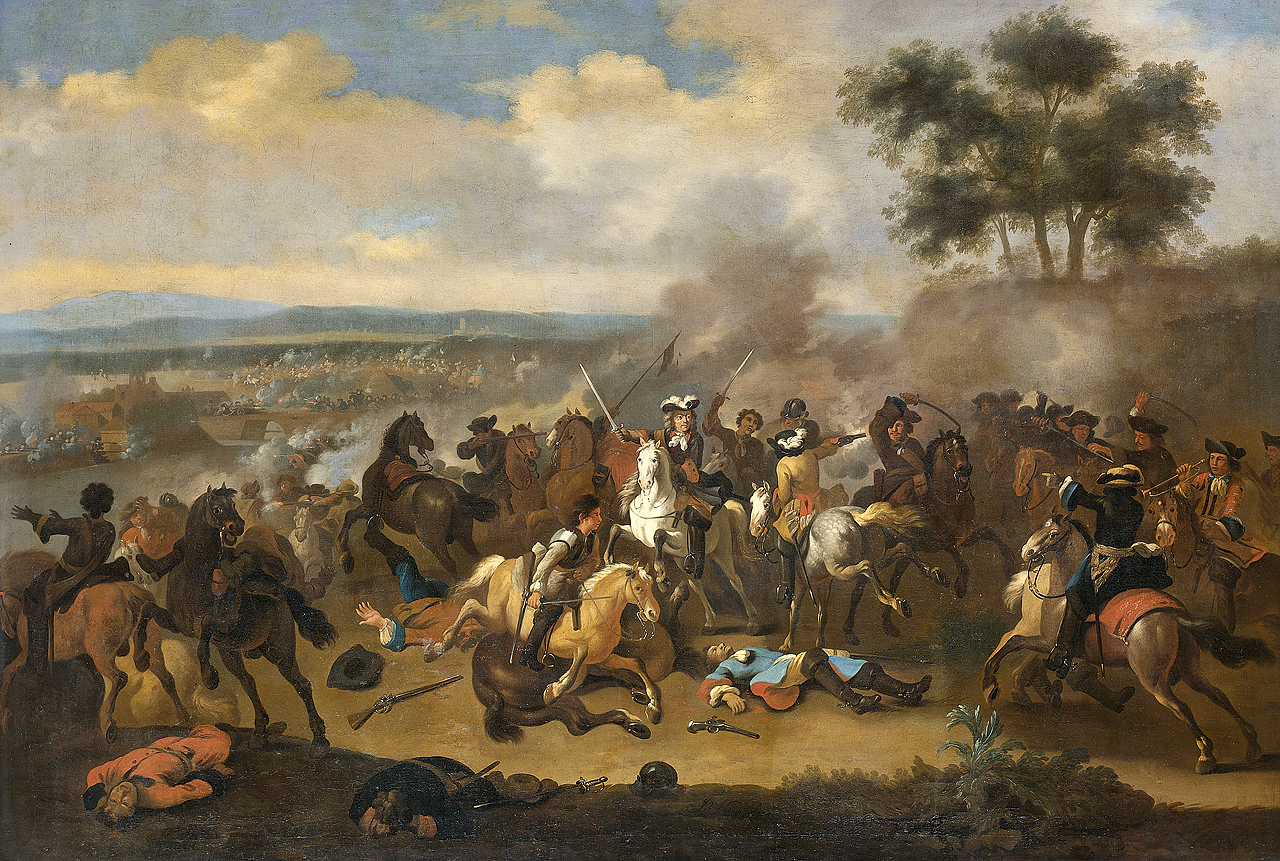
Batalla del Boyne entre Jaume II i Guillem III, 11 juliol 1690, Jan Van Huchtenburg.

El nombre de baixes de la batalla fou bastant baix per un enfrontament de tal escala — sobre 50,000 participants, només 2,000 van morir. Tres-quartes parts dels morts foren jacobites. En aquells temps, la majoria de les baixes s'infligien en la persecució d'un enemic ja batut i en retirada. Això no va passar al Boyne, ja que els contra-atacs de la cavalleria jacobita van protegir en tot moment la retirada de la resta de l'exèrcit, i a més a més Guillem no era partidari de posar la persona de Jaume en perill, doncs al cap i a la fí era el pare de la seva muller, Maria. Els jacobites quedaren molt desmoralitzats al rebre l'ordre de retrocedir, el qual els va dur a perdre la batalla. Molts soldats d'infanteria irlandesos van desertar, abandonant roba i uniformes en la seva fugida. Els Guillemites marxaren trionfants sobre Dublín dos dies després de la batalla. L'exèrcit jacobita havia abandonat la ciutat i fugit a Limerick.
Aviat després de la batalla, Guillem va emetre la Declaració de Finglas, oferint perdó als soldats jacobites, però no als seus líders. Després de la seva derrota, Jaume va cabalcar amb una petita escorta fins a Duncannon i d'allí va retornar a França, tot i que el seu exèrcit estava encara relativament sencer. La seva pèrdua de control i la ràpida fugida del camp de batalla van enfurismar els seus seguidors irlandesos, qui van seguir lluitant fins al Tractat de Limerick el 1691; consegúentment li donaren el sobrenom de Seamus a' chaca ("James el merda") en irlandès.

## Fets posteriors

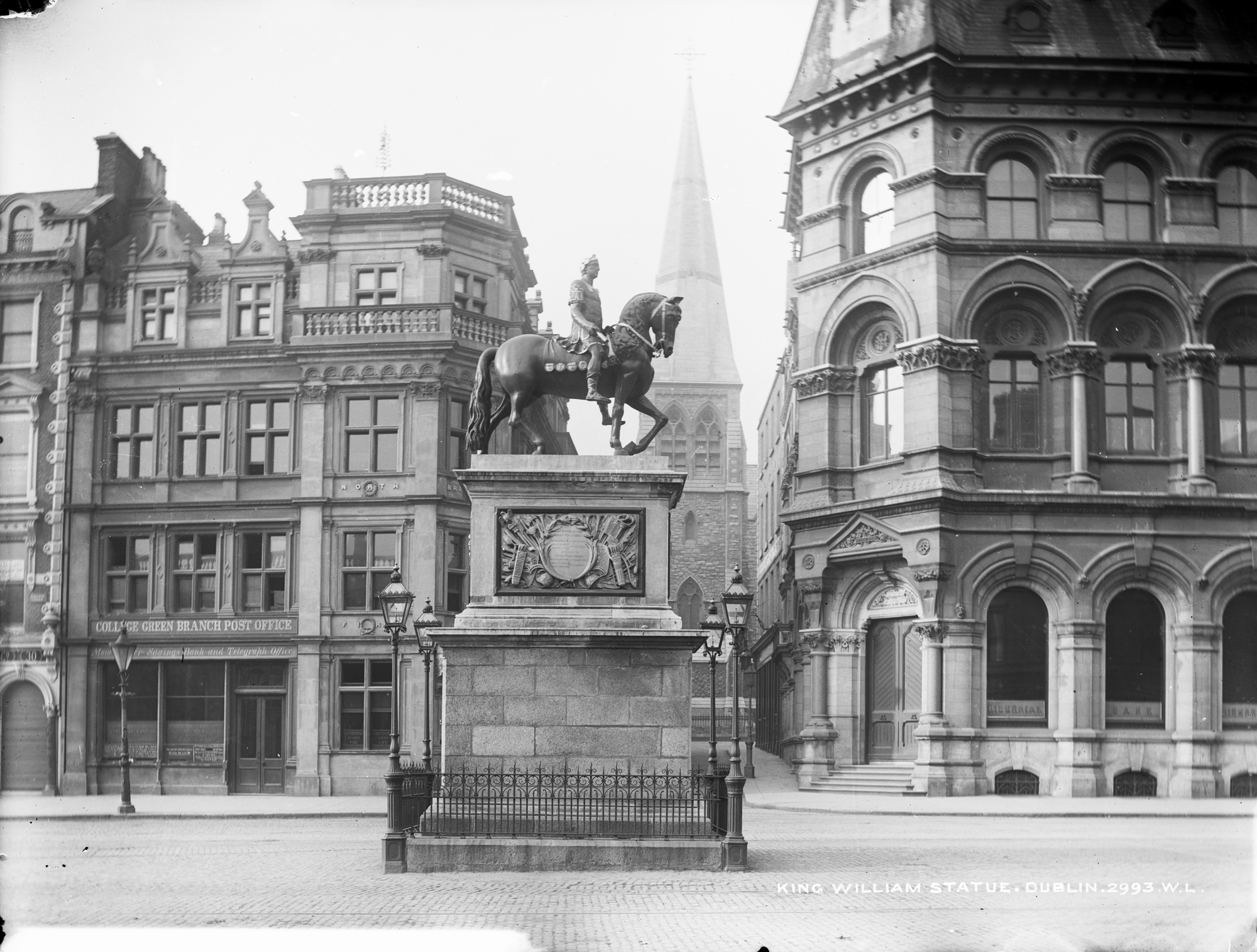
Estàtua de Guillem d'Orange a College Green, Dublín, alçada el 1701 i destruïda el 1929.

La batalla va quedar eclipsada per la derrota de la flota Anglo-holandesa a mans dels francesos dos dies abans, a la Batalla de Beachy Head, un esdeveniment molt més seriós. Però la batalla del Boyne fou la primera victòria de la Lliga d'Augsburg, la primera aliança entre el Vaticà i països protestants i va propiciar que més nacions s'unissin a l'aliança i finalment aturaressin la conquesta francesa d'Europa.
El Boyne també va tenir importància estratègica per Anglaterra i Irlanda. Va marcar el final de l'esperança de Jaume de recuperar el seu tron per mitjans militars i va assegurar el triomf de la Revolució Gloriosa. A Escòcia, la notícia d'aquesta derrota va frenar temporalment el suport dels Highlanders a la revolta jacobita, dirigida per Bonnie Dundee, mort el juliol anterior a la Batalla de Killiecrankie. Curiosament, el Papa també va celebrar la victòria de Guillem al Boyne i va ordenar que les campanes del Vaticà sonessin com a símbol de celebració.
La guerra civil a Irlanda va acabar amb el Tractat de Limerick. Amb la pau, es va permetre que els propietaris irlandesos mantinguessin la seva terra si juraven fidelitat a Guillem, però molt pocs ho van fer. El perdó va ser retirat als dos anys.

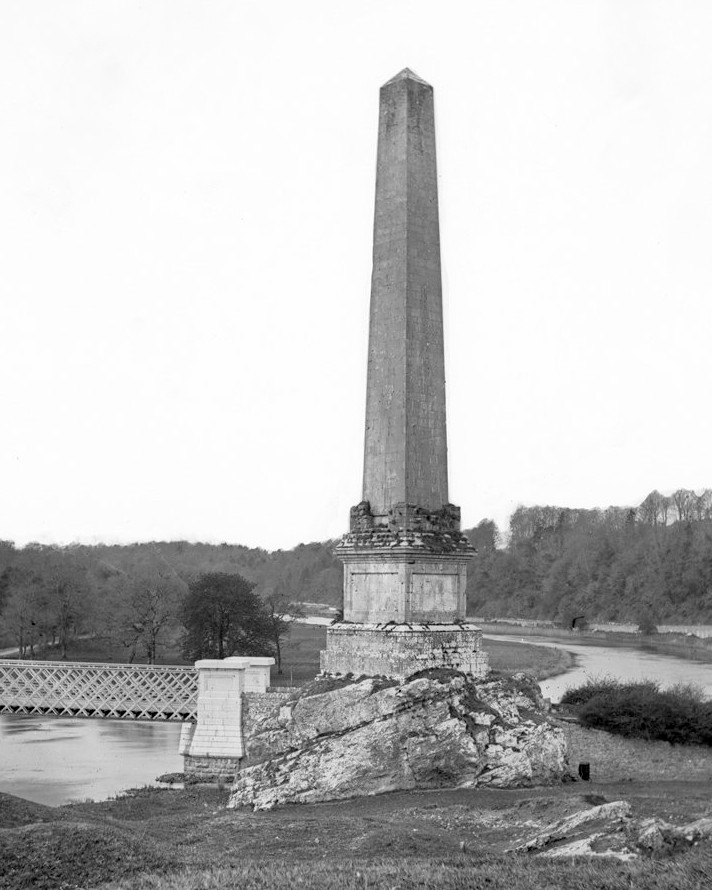
Vista de l'obelisc commemoratiu de la batalla, erigit el 1736 i destruït el 1923.

Originalment, la commemoració de 12 de juliol recordava la batalla d'Aughrim i la victòria dels protestants irlandesos en la Guerra Guillemita d'Irlanda. A Aughrim, que va tenir lloc un any després del Boyne, l'exèrcit jacobita va ser destruït, decidint la guerra en favor de Guillem. La batalla del Boyne, lliurada l'1 de juliol segons el calendari Julià, era considerada menys important.
Però el 1752, el calendari Gregorià era adoptat a Irlanda i més tard, amb la fundació de l'Orde d'Orange el 1795, els dos esdeveniments van ser combinats.

### "El Dotzè" a Gran Bretanya i Irlanda avui
La Batalla del Boyne és encara un tema polèmic avui en dia a Irlanda del Nord, on alguns protestants el recorden com la gran victòria sobre Catòlics que van resultar en la sobirania del Parlament i la monarquia protestant.
En dècades recents, "El Dotzè" sovint ha estat marcat per confrontations, amb membres de l'Ordre d'Orange intentant marxar a través de la que consideren la seva ruta tradicional. Alguns trams d'aquesta ruta, tanmateix, ara creuen zones amb majoria nacionalista que s'oposa a les marxes pel seu territori. Molts nacionalistes encara consideren aquestes marxes com una provocació, mentre els Unionistes insisteixen que és part del seu dret històric. Des de l'inici del Conflicte nord-irlandès, les celebracions de la batalla han tingut un paper crític en les tensions unionistes/nacionalistes a Irlanda del Nord. El diàleg entre els dos bàndols en el segle XXI han fet possibles desfilades més pacífiques.